# Бороздоплодник многораздельный
Бороздопло́дник многоразде́льный, или Бороздоплодник исе́тский (ранее был известен также под названием Лигусти́кум многораздельный; лат. Aulacospermum multifidum) — вид двудольных растений рода Бороздоплодник (Aulacospermum) семейства Зонтичные (Apiaceae). Под текущим таксономическим названием был описан ботаником Карлом Фридрихом Майнсхаузеном в 1860 году.

## Распространение и среда обитания
Эндемик России, встречающийся в центральном и южном Урале. Описывалась также изолированная субпопуляция из Среднего Поволжья, однако с XIX века вид больше не отмечался в тех местах.

## Ботаническое описание
Многолетнее монокарпическое растение.
Листорасположение очерёдное.
Соцветие — зонтик, несёт цветки с пятью лепестками.
Плод — семянка (вислоплодник).

## Природоохранная ситуация
Редкий вид, внесённый в Красные книги Пермского края, Пензенской, Свердловской и Челябинской областей. Среди лимитирующих факторов — выпас скота, степные пожары, сельскохозяйственная и горно-разработочная деятельность и прочее.
Охраняется в отдельных заповедниках и природных парках. Выращивается в ботаническом саду при Уральском отделении РАН в Екатеринбурге.

## Синонимы
Синонимичные названия:
- Aulacospermum isetense (Spreng.) Schischk.
- Aulacospermum tenuilobum Meinsh.
- Ligusticum multifidum Sm.basionym
- Peucedanum isetense Spreng.